# Guyencourt-sur-Noye
Guyencourt-sur-Noye település Franciaországban, Somme megyében. Lakosainak száma 159 fő (2022. január 1.). Guyencourt-sur-Noye Ailly-sur-Noye, Estrées-sur-Noye, Jumel és Remiencourt községekkel határos.

## Népesség
A település népességének változása:
| Lakosok száma | 155  | 167  | 176  | 177  | 183  | 184  | 176  | 167  | 159  |
|               | 2013 | 2015 | 2016 | 2017 | 2018 | 2019 | 2020 | 2021 | 2022 |